# Paul McPherson
Paul McPherson, né le 3 juillet 1978 à Chicago, est un joueur américain de basket-ball évoluant au poste d'arrière. Il mesure 1,93 m.

## Clubs
- 2001-2002 : 
  -  Warriors de Golden State (NBA)
  -  Suns de Phoenix (NBA)
- 2002-2004 :  Bipop Carire RE (Lega Due)
- 2004-2005 : 
  -  Gary Steelheads (CBA)
  -  Reggio Emilia (Lega A)
- 2005-2007 :  Basket Livorno (Lega A)
- 2008 : 
  -  Hyères Toulon Var Basket (Pro A)
  - Rustavi
  - Nacional M. Hermoso